# Albert Camus
Albert Camus (Mondovi, hoy Dréan, Argelia francesa, 7 de noviembre de 1913-Villeblevin, Francia, 4 de enero de 1960) fue un novelista, ensayista, dramaturgo, filósofo y periodista argelino-francés.
Su pensamiento se desarrolla bajo el influjo de los razonamientos filosóficos de Schopenhauer, Dostoyevski, Nietzsche y el existencialismo alemán.
Se le ha atribuido la conformación del pensamiento filosófico conocido como absurdismo, si bien en su texto El enigma el propio Camus reniega de la etiqueta de «profeta del absurdo» y no le parece una clasificación apropiada. Y se le ha asociado frecuentemente con el existencialismo francés, aunque Camus siempre se consideró ajeno a él. Las grandes diferencias y distancias entre Sartre y Camus hay que estudiarlas con cuidado. 
Pese a su alejamiento consciente con respecto al nihilismo, rescata de él la idea de libertad individual.
Formó parte de la resistencia francesa durante la ocupación alemana, y se relacionó con los movimientos libertarios de la posguerra. En 1957 se le concedió el Premio Nobel de Literatura por «el conjunto de una obra que pone de relieve los principales problemas que se plantean en la conciencia de los hombres de la actualidad».

## Biografía

### Primeros años
Nació en una familia de colonos franceses ( llamados despectivamente pieds-noirs) dedicados al cultivo de anacardo en el departamento de Constantina. Su madre, Catalina Elena Sintes, nació en Birkhadem (Provincia de Argel, Argelia) y su familia materna era española, originaria de San Luis (Menorca). Es decir, fue para los franceses de París, un pied-noir, hijo de colono,  y colono de segunda generación, a quienes los franceses veían como ciudadano de segunda clase. Por eso se sentirá a veces extranjero en Argelia, y extranjero en Francia. 
Su padre, Lucien Camus, argelino de origen francés, trabajaba como obrero en una finca vitivinícola cerca de Mondovi, para un comerciante de vinos de Argel, y era de origen alsaciano, como muchos otros pieds-noirs que habían huido tras la anexión de Alsacia por Alemania, después de la guerra franco-prusiana. Movilizado durante la Primera Guerra Mundial, fue herido en combate durante la batalla del Marne y falleció en el hospital de Saint-Brieuc el 17 de octubre de 1914, hecho que propició el traslado de la familia a casa de la abuela materna, española que vivía en Argel. Quedó huérfano de padre antes de cumplir el año. De su progenitor, solo conservó una fotografía y una significativa anécdota: su señalada repugnancia ante el espectáculo de una ejecución capital. Camus estará siempre en contra de la pena de muerte y la legitimación de cualquier asesinato.
Su niñez transcurrió en uno de los barrios más pobres de Argel, y con ausencia absoluta de libros y revistas. Gracias a una beca que recibían los hijos de las víctimas de la guerra, pudo comenzar a estudiar y a tener los primeros contactos con los libros. En medio de dificultades económicas, cursó su primaria y culminó el bachillerato.
En Argel realizó sus estudios en la escuela primaria y fue alentado por sus profesores, especialmente por Louis Germain, a quien guardó total gratitud, hasta el punto de dedicarle su discurso del Premio Nobel, y Jean Grenier, en el instituto, quien lo inició en la lectura de los filósofos, y especialmente le dio a conocer a Friedrich Nietzsche. En esta época se interesó por las actividades deportivas, especialmente el fútbol, la natación y el boxeo. Fue portero del equipo juvenil de la Racing Universitaire d'Alger de 1928 a 1930. En este último año, sin embargo, comenzó a sufrir ataques de tuberculosis, lo cual detuvo su vida deportiva, y por un tiempo, también sus estudios.
Posteriormente, estudió Filosofía y Letras en Argelia y se graduó con una tesis sobre la relación entre el pensamiento clásico griego y el cristianismo a partir de los escritos de Plotino y san Agustín. Fue rechazado como profesor a causa de su avanzada tuberculosis, por lo que se dedicó al periodismo como corresponsal del Alger Républicain. En 1939 se presentó al ejército como voluntario, pero no lo aceptaron por su delicada salud.

### Primeros escritos y carrera
Comenzó a escribir a muy temprana edad: sus primeros textos fueron publicados en la revista Sud en 1932. Dos años antes del estallido de la Segunda Guerra Mundial, Camus fue periodista del Alger Républicain. Ahí publicó distintos artículos y luego denunció crímenes de odio contra los musulmanes en la región de Cabilia. Estos artículos, publicados posteriormente en Actuelles III (1958), llamaron la atención con respecto a las muchas injusticias que posteriormente desencadenaron la Guerra de Argelia de 1954. Camus se relacionó más con corrientes humanitarias, más que político-ideológicas, y sostenía la importancia del papel de Francia en Argelia, aunque no ignoraba las injusticias coloniales.
En 1934, contrae matrimonio con Simone Hié, pero el matrimonio termina rápidamente por infidelidades de ambas partes. En el año 1935, comenzó a escribir El revés y el derecho, el cual fue publicado dos años más tarde. En esta primera publicación, describe la situación de su vida en los años de su niñez, y retrata figuras importantes para él, como son su madre, su tío y su abuela española. En Argel funda el Teatro del Trabajo, que en 1937 reemplaza por el Teatro del Equipo, el cual buscaba llevar obras de calidad a las clases trabajadoras. En 1938 publicó Nupcias, obra conformada por una serie de meditaciones líricas sobre el campo de Argelia; y presenta la belleza natural como una forma de riqueza que todo ser humano, hasta el más pobre, puede disfrutar. En esos años, Camus abandona el Partido Comunista por serias discrepancias, como el Pacto germano-soviético  y su apoyo a la autonomía del PC de Argelia respecto al Partido Comunista Francés.
Entra a trabajar en el Diario del Frente Popular, creado por Pascal Pia: su investigación La miseria de la Kabylia tiene un resonante impacto. En 1940, el Gobierno General de Argelia prohíbe la publicación del diario y maniobra para que Camus no pueda encontrar trabajo. Él emigró entonces a París y trabajó como secretario de redacción en el diario Paris-Soir. Este mismo año, se casó con Francine Faure, pianista y matemática. Con ella tuvo un par de mellizos, Catherine y Jean. Al poco tiempo, mantuvo un amorío público con la actriz española María Casares que duró dieciséis años, con una breve interrupción de dos años. A pesar de las numerosas aventuras extramatrimoniales de Albert Camus, él y su segunda esposa, Francine Faure, siempre se amaron, segùn dice su hija [Catherine Camus Faure - L'Obs, 20 de noviembre de 2009]. En 1942, publicó su primera novela El extranjero. Ese mismo año, publicó El mito de sísifo, donde desarrolla sus ideas sobre el absurdo que rodea al hombre. En 1943, trabajó como lector de textos para la Gallimard, importante casa editorial parisina, y tomó la dirección de la publicación de resistencia Combat cuando Pascal Pia fue llamado a ocupar otras funciones en el movimiento de resistencia contra los alemanes.
En la posguerra, tras la salida de los alemanes de Francia, siguió editando esta publicación, la cual mantuvo una postura independiente de izquierda, basada en los ideales de justicia, responsabilidad y verdad. En 1944 y 1945, respectivamente, escribió las obras El malentendido y Calígula, ambas incluyen importantes cuestionamientos sobre el asesinato. En 1947 publicó su segunda novela, La peste.
André Prudhommeaux lo introdujo en 1948 al movimiento libertario y anarquista, en una reunión del Círculo de Estudiantes Anarquistas,  y Camus asistió como simpatizante,  familiarizado con su pensamiento. Camus escribió a partir de entonces para publicaciones del movimiento; fue articulista de Le Libertaire (precursor inmediato de Le Monde libertaire), Le révolution proletarienne y Solidaridad Obrera (de la CNT). En 1949 viaja a América del Sur (Brasil, Argentina y Chile). Camus, librepensador independiente, apoyò la revuelta de 1953 en Alemania Oriental.
En 1951, publicó su ensayo El hombre rebelde, el cual provocó el antagonismo y alejamiento de críticos marxistas y otros teóricos cercanos al marxismo, como Jean-Paul Sartre. EL hombre rebelde cuestiona en profundidad las doctrinas y dogmas del socialismo, el comunismo y el marxismo. Y afirma que el marxismo es una doctrina fracasada. Una utopía y una nueva religión.
En esta época comenzó a apoyar distintos movimientos anárquicos, primero a favor del levantamiento de los trabajadores en Poznan, Polonia, y luego en la Revolución húngara. Fue miembro de la Fédération Anarchiste.
En 1956, en Argel, Camus lanzó su «Llamada a la tregua civil», pidiendo a los combatientes del movimiento independentista argelino y al ejército francés, enfrentados en una guerra sin cuartel, el respeto y la protección sin condiciones para la población civil. Mientras leía su texto, afuera, una turba heterogénea lo injuriaba y pedía su muerte a gritos. Para él, en aquella guerra, su lealtad y su amor por Francia no impedía el cabal conocimiento de la injusticia que vivía el pueblo argelino, depauperado y humillado, como tampoco podía impedir su amor por Argelia que se reconociera deudor de una lengua, una cultura y una sensibilidad política y social indisolublemente unidas a Francia.

### Últimos años y muerte

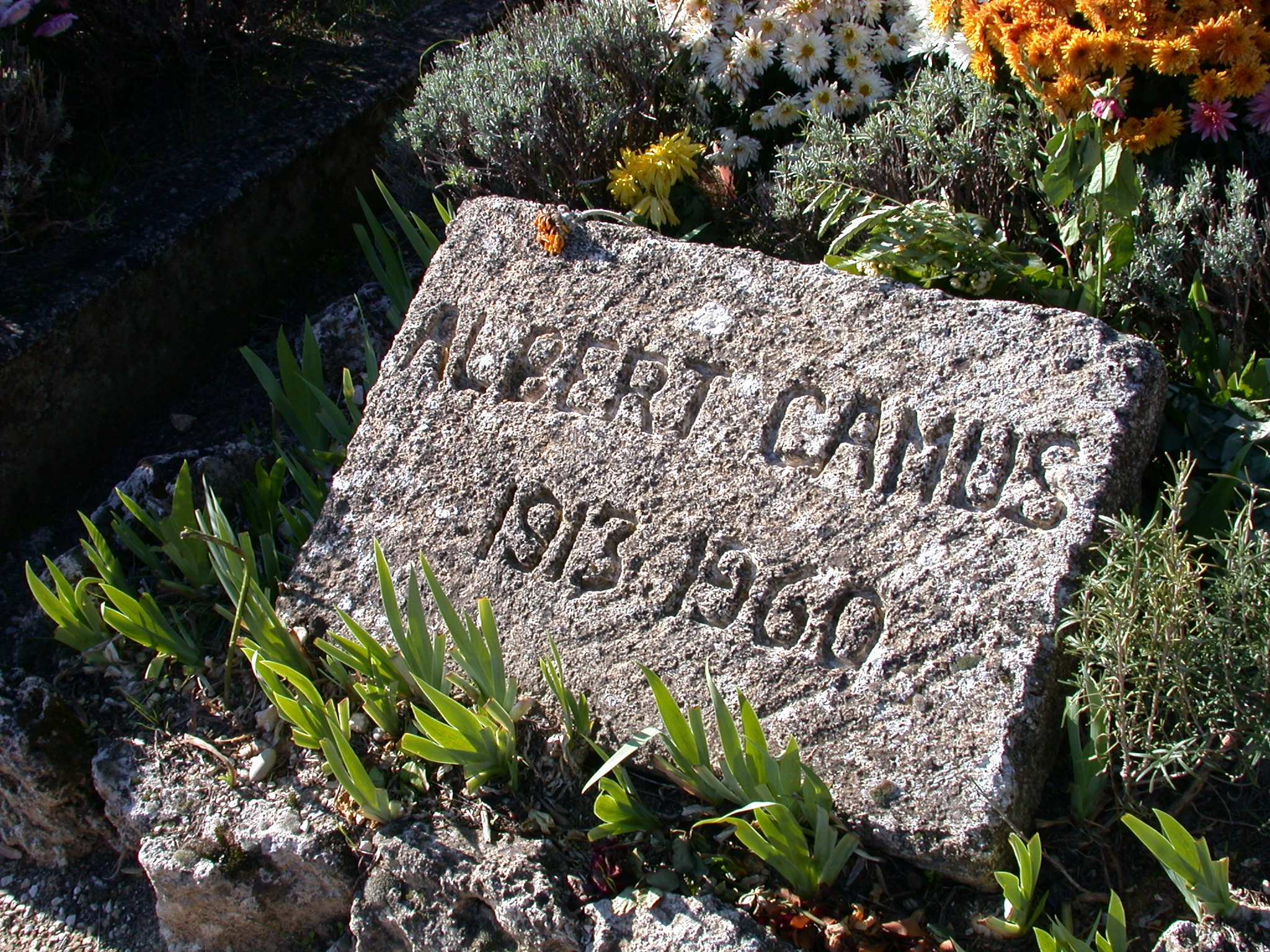
Tumba en el pueblo de Lourmarin, donde Camus pasaba las vacaciones con su familia.

Al margen de las corrientes filosóficas,los partidos políticos y los esquemas de izquierdas y derechas Camus elaboró una reflexión independiente y profunda sobre la condición humana. Rechazó las fórmulas explicativas más generales de su tiempo:  la creencia en Dios, la fe en la historia o la fe absoluta en la razón, por lo que se opuso simultáneamente al cristianismo, al marxismo, al socialismo y al existencialismo. No dejó de luchar contra todas las ideologías y las abstracciones y ficciones que alejan al hombre de la comprensión de la vida y de lo humano.  Dedicó parte importante de su libro El hombre rebelde (1951) a exponer y cuestionar algunas de sus propias convicciones iniciales, y las de sus contemporáneos, y demostrar lo destructivo y dañino de toda ideología que proponga una finalidad en la Historia, y un paraíso inexistente, como el marxismo y el comunismo.
En 1956 publicó La caída, y en 1957 la colección de cuentos El exilio y el reino, así como, Reflexiones sobre la guillotina, un disertación contraria a la pena de muerte y a la legitimación del asesinato. Hay una recopilación póstuma de muchos de sus ensayos con el título Ni víctimas ni verdugos (2014)  donde Camus sigue desarrollando sus ideas y argumentos en contra de la legitimación del asesinato, y los crímenes del marxismo y el comunismo. 
Los testimonios de su hija Catherine Camus Faure, escritora, son muy importantes para comprender mejor su vida y su pensamiento, muchas veces distorsionado. 
Este mismo año (1956) obtuvo el Premio Nobel de Literatura, a los 44 años de edad.
Pasó las vacaciones de Año Nuevo de 1959-1960 en su casa de Lourmarin, Vaucluse, con su familia y su editor Michel Gallimard, de Éditions Gallimard, junto con la esposa de Gallimard, Janine, y su la hija.. La mujer y los dos hijos de Camus regresaron a París en tren el 2 de enero, pero Camus decidió volver el 4 de enero en el lujoso Facel Vega Facellia FV3B de Michel Gallimard.
Cerca de Sens, en Le Grand Fossard, en la pequeña localidad de Villeblevin, el coche chocó contra un plátano en una larga recta de la Route Nationale 5 (actual RN 6 o D606). Camus, que iba en el asiento del copiloto, murió en el acto, a la edad de 46 años. Gallimard falleció pocos días después, aunque su mujer y su hija resultaron ilesas.
Entre los papeles que se le encontraron, había un manuscrito inconcluso, El primer hombre, de fuerte contenido autobiográfico.
Camus fue enterrado en Lourmarin, pueblo del sur de Francia.
En 2011 se publicaron hipótesis no confirmadas sobre la posible implicación de la KGB en su muerte.

## Pensamiento filosófico
A través de sus escritos, Camus explora la condición humana de aislamiento dentro de un universo que llega a parecer ajeno, el extrañamiento del ser humano hacia sí mismo, el problema del mal y la fatalidad de la muerte. Se considera que su pensamiento representa la desilusión de los intelectuales en la época de la posguerra. Sin embargo, aunque entendía el nihilismo de muchos de sus contemporáneos, defendía valores como la libertad y la justicia. En sus últimos trabajos, esbozó un humanismo liberal que rechazaba los aspectos dogmáticos del cristianismo y el marxismo. El hombre siempre se encuentra en una «condición absurda», en «situaciones absurdas». Camus afirmó en 1956, en una entrevista publicada por Le Monde: 

«No creo en Dios, es verdad. Y, sin embargo, no soy ateo. Incluso me siento inclinado, con Benjamin Constant de Rebecque, a ver en la irreligión algo de vulgar y de..., sí, de deteriorado».
Camus

### El concepto del absurdo
La idea del absurdo presupone que el ser humano busca un significado del mundo, de la vida humana, y de la historia, el cual sustente sus ideales y valores, y no lo encuentra. El hombre busca la seguridad y pensar que la realidad es un proceso teleológico inteligible, que contiene un orden moral objetivo. Es decir, busca una certeza metafísica: considera la vida como parte de un proceso direccionado a un objetivo ideal, y cree poder encontrar el sentido del universo o de la realidad como totalidad.
Los líderes religiosos y los creadores de sistemas y visiones del mundo metafísicos han hablado del sentido de la vida. Pero sus interpretaciones del mundo no se sostienen racionalmente ante la crítica. El mundo se revela, para un humano crítico y reflexivo, sin ningún propósito o significado determinado.El propio hombre es quien da y puede dar sentido a sus actos.El mundo no es racional, dirá Camus. Encuentra muchas cosas absurdas. Muchas  situaciones y momentos absurdos. De ahí surge la idea del absurdo que comparten muchos escritores como Beckett, Camus,  Sartre o Ionesco. (le sentiment de l'absurde).
“El absurdo surge de la confrontación entre la búsqueda explicativa del ser humano y el silencio irracional del mundo”. Camus lo llama “nostalgia irracional y humana”, y ocurre cuando nuestra necesidad de encontrar significado se quiebra ante la indiferencia y realidad del mundo. Por lo tanto, el absurdo no es un estado autónomo; no existe en el mundo, sino que surge de la percepción del hombre ante el abismo que lo separa del mundo.
Este sentimiento puede manifestarse de distintas maneras, como por ejemplo: la percepción de la indiferencia de la naturaleza ante muchos valores e ideales humanos, la consciencia de la fatalidad inevitable de la muerte, o el impacto provocado en el hombre ante la percepción del sinsentido de la repetida cotidianidad. Camus exhorta a la exploración de la búsqueda de verdad. “Buscar lo que es verdad no es buscar lo que se desea”.
Camus reflexiona frecuentemente sobre el tema del suicidio. Sin embargo, no es la acción recomendada por Camus. En su opinión, el suicidio es rendirse ante el absurdo. La dignidad humana se rebela cuando se vive la consciencia del absurdo. Él deja claro que el hecho de que cada persona pueda y deba encontrar sus propios valores, y sea dueña de sus decisiones y su vida, no quiere decir que se recomiende el suicidio: “Si todas las experiencias son indiferentes, la experiencia del deber es tan legítima como cualquier otra. Uno puede ser virtuoso por capricho”.
Camus sostenía el origen humano de todo juicio moral. Aunque no aceptaba para sí mismo el cristianismo, lo reconocía como una forma posible de significar al mundo; de darle sentido. Rechazaba la institución de la Iglesia,  la cual consideraba alejada de su inspiración original. Sin embargo, pensaba que la moralidad, en tanto que creación humana, debe separarse del pensamiento crítico.
Afirmó que el hombre no puede vivir sin valores; si uno elige vivir, por ese mismo hecho afirma un valor, el que la vida vale la pena de ser vivida o que puede hacerse digna de ser vivida. Y en varias de sus obras reflexiona sobre la felicidad, breve pero posible.

### La filosofía de la revuelta
Camus tenía una fuerte preocupación por la libertad humana, la justicia social, la paz y la eliminación de la violencia. El ser humano se puede rebelar contra la explotación, la opresión, la injusticia y la violencia, y por el mismo hecho de su rebeldía afirma los valores en cuyo nombre se vuelve rebelde. Una filosofía de la revuelta, por lo tanto, tiene una base moral, y si esta base es negada, ya sea explícitamente o en nombre de cierta abstracción como el movimiento de la historia, lo que comienza como rebeldía y expresión de la libertad, se torna en tiranía y en la supresión de ésta. Para Camus,  la rebeldía y toda acción política debe tener una base moral sólida.
Estaba convencido de que el sentimiento del absurdo, tomado por sí mismo, puede ser usado para justificar cualquier cosa, incluido el crimen o el asesinato. “Si uno no cree en nada, y nada tiene sentido, si no podemos encontrar ningún valor, todo está permitido y nada es importante [...]. Uno es libre de atizar el fuego crematorio o dar la vida al cuidado de los leprosos”.
La rebeldía presupone el compromiso hacia ciertos valores, los cuales se pueden asumir a pesar de la consciencia de que son una creación humana. A pesar de que se sepa que son una construcción, cuando uno se rebela ante la opresión o la injusticia, uno asume los valores de libertad y justicia. En otras palabras, en Camus el  concepto del absurdo tiende a quedar en segundo plano; de su pensamiento surge un idealismo moral, el cual insiste en la  libertad y justicia para todos. Él busca crear consciencia de la opresión que se oculta en los ideales y en los sistemas de pensamiento, marxismo, comunismo o cristianismo que se dan a conocer como la verdad esencial del mundo.
La rebelión es, para Camus, entonces, una de las dimensiones esenciales del hombre. «A menos que huyamos de la realidad, estamos obligados a encontrar en ella nuestros valores. ¿Se puede, lejos de lo "sagrado" y de sus valores absolutos, encontrar la regla de una conducta? Tal es la pregunta que plantea la rebelión». El hombre rebelde es «el hombre situado antes o después de lo "sagrado", y dedicado a reivindicar un orden humano en el que todas las respuestas sean humanas, es decir, razonablemente formuladas». Así pues, la rebeldía es opuesta a lo sagrado o divino en el sentido de que en este funciona a través de fe y  certeza, y la rebeldía se basa en la interrogación.
Camus se mostraba en contra de la sociedad burguesa, pero sostenía que la rebeldía contra el orden existente puede llevar a la opresión. Pensaba que el ser humano no puede jugar el papel de espectador de la historia como totalidad, pero que ninguna empresa histórica es más que un riesgo en el que se ofrece cierto grado de justificación racional. Así que, si el nihilismo absoluto puede ser usado para justificar cualquier cosa, el racionalismo absoluto puede ser usado para lo mismo: “No hay diferencia entre estas dos actitudes. Desde el momento en que son aceptadas, la tierra se convierte en desierto”.
Por lo tanto, ninguna acción política puede usarse para justificar los excesos de una posición absoluta. Matar y oprimir en nombre del movimiento de la historia o de algún futuro ideal son injustificados. Camus buscaba alejarse de las posturas absolutas y buscar la moderación, ya que “la libertad absoluta es el derecho que usan los más fuertes para dominar y prolongar la injusticia”, así como “la justicia absoluta se alcanza a través de la supresión de toda contradicción: por lo tanto, destruye la libertad”.
Entonces, es en nombre de los humanos vivos y no en nombre de la historia o de algún ideal de vida futura que se realiza la rebeldía contra la injusticia y la opresión.
Su filosofía de la revuelta está principalmente preocupada por los valores morales y el desarrollo de una responsabilidad moral; él insiste en que, aunque el rebelde debe actuar porque cree que es lo correcto, también puede actuar reconociendo que podría estar equivocado. Pensaba que el comunismo no pensaba en esta posibilidad. Siempre, sin embargo, dio prioridad a la reducción de la violencia.
Lo anterior vuelve problemática dicha fidelidad o compromiso hacia los ideales personales. ¿Cómo mantener el compromiso hacia ellos cuando se sabe que se puede estar equivocado? Camus pensaba que el origen de la fidelidad se encuentra en la consciencia de que un mundo sin significado lleva a la humanidad a luchar contra este vacío, y que se necesita fuerza, sacrificio y energía para llevar a cabo esta revuelta. De esta protesta esencial surge la solidaridad y el compromiso con los valores personales, ya que «el hombre necesita exaltar la justicia para luchar contra la injusticia, y crear felicidad para rebelarse contra un universo de infelicidad».
Como base de la rebeldía social y política, entonces, se encuentra la rebeldía metafísica, definida como «el movimiento por el cual un hombre se alza contra su condición y la creación entera». El rebelde metafísico invoca de manera implícita un juicio de valor en nombre del cual niega su aprobación a la condición que le ha sido impuesta. Él se alza contra un mundo destrozado para intentar reivindicar su unidad.
En el desarrollo del problema del absurdo, de la moralidad y de la revuelta, Camus conjunta el compromiso y una postura de distanciamiento. Este distanciamiento lo hace mantener una actitud crítica frente a distintas formas de poder político y económico; por lo tanto, su rebeldía tenía una base moral, más que política.
Camus se relaciona con Sartre en el sentido de que ambos afirman el sinsentido del mundo y de la historia humana , pues no hay un objetivo o propósito o sentido que es dado independientemente al  humano); Nietzsche puede ser considerado como su influencia principal. Camus sostenía que este filósofo representaba el advenimiento del nihilismo, y que pudo ver al ser humano como el único capaz de apropiarse de este nihilismo.
Sin embargo, Camus no es considerado meramente nietzscheniano; por un lado, se preocupó por la injusticia en las sociedades de manera más intensa que el filósofo alemán, y por otro, aunque nunca abandonó la idea de que el mundo no tiene un significado último, cada vez se centró más en la idea de rebeldía contra la crueldad y la opresión, lucha que opacó a la revuelta contra la condición humana como tal, concebida como falta de sentido.

### Obras principales
Camus desarrolló sus ideas a través de la creación literaria y de una serie de ensayos que se alejan de las normas de escritura meramente filosófica. En esta sección, se nombran algunos de sus textos no ficcionales más sobresalientes.
El revés y el derecho (1937)
Es una serie de ensayos sobre su vida en Argelia y algunos viajes que realizó en su juventud. Camus considera que esta obra de juventud es el germen del pensamiento que desarrollaría a lo largo de su vida. En este texto conjunta dos polos: el revés representa el silencio del mundo y la aparente ausencia de valor de la vida; y el derecho, la belleza y la aceptación de lo incomprensible del mundo.
El mito de Sísifo (1942)
En esta obra Camus desarrolló ampliamente el concepto del absurdo. Discute el problema de valor de la vida, y se basa en la metáfora de Sísifo, de la mitología griega, para abordar su concepción de la vida humana: Sísifo empuja eternamente una piedra hasta la cima de una montaña, sólo para dejarla caer. De este texto es la célebre frase: «Sólo hay un problema filosófico verdaderamente serio: el problema del suicidio. Juzgar si la vida vale o no la pena de ser vivida es responder a la pregunta fundamental de la filosofía».
El hombre rebelde (1951)
Camus pasó de su idea inicial del absurdo a la idea de una rebeldía moral y metafísica. En este trabajo, explora la relación de esta idea con la revolución histórica-política. Este texto representó una ruptura con el marxismo y con el existencialismo, y provocó un fuerte antagonismo entre Camus y Jean-Paul Sartre.
Reflexiones sobre la guillotina (1957)
Este texto es una disertación en contra de la pena de muerte. En él se expresa claramente su preocupación por la reducción de la violencia. Considera como uno de los mayores crímenes al asesinado premeditado e institucionalizado a través de los mecanismos del estado.

## Camus y la literatura
Cuando un filósofo busca discutir temas como la libertad humana, la autenticidad, el compromiso y las relaciones interpersonales, su tratamiento es inevitablemente abstracto y expresado en términos de conceptos generales o universales. Para Camus, la literatura es una forma de explorar estos problemas en términos de acciones, predicamentos, opciones y acciones individuales. De esta manera, distintos temas que han sido tratados de manera abstracta y general, pueden expresarse de manera concreta y se pueden materializar como expresión dramática.

### Visión estética
Camus concibe al arte como una manera de moldear el mundo más allá de su forma actual, de manera que los conflictos dentro de él puedan ser focalizados. La importancia de resaltar la parte conflictiva de la realidad reside en que, para Camus, el arte es vehículo del pensamiento. De esta manera, se aleja de la búsqueda de representación del mundo en sí, y por lo tanto, de las estéticas de corte realista. Se le ha vinculado, por un lado, con el arte existencialista, y por otro, con el teatro del absurdo.
En la estética de Camus, la ficción no representa la realidad externa, sino que es una expresión libre e inmediata del pensamiento humano. Él criticaba la separación entre arte y filosofía, y sostenía que la unidad de propósito del absurdo es una sola: “No hay fronteras entre las disciplinas que el hombre se propone para comprender y amar. Se interpretan, y la misma angustia los confunde”.
Sus novelas han sido interpretadas también como obras de protesta que actualizan algunos elementos generales de la tragedia griega, ya que hay una oposición entre el individuo y la sociedad que frustra o destruye sus valores. Así pues, el protagonista intenta conformar una serie de principios a partir de los cuales llevar su vida, en un mundo donde la disparidad entre el ideal —lo que el hombre busca— y lo real —lo que encuentra— es tan grande, que reduce su existencia entera a la incoherencia.

### El acto de creación
Para Camus, la creación es una forma de rebeldía humana contra el absurdo. El artista pretende reformular el mundo y dotarlo, a través del estilo, de la coherencia y la unidad de las que carece el mismo mundo. Para esto, selecciona fragmentos de la realidad y los combina libremente, lo cual crea en el arte ciertos valores que no existen de manera constante en el mundo, pero que el artista percibe e intenta rescatar del flujo de la historia.
Camus sostenía que Hegel había propiciado el pensamiento nihilista al considerar la historia como una reconciliación entre lo singular y lo universal. Así, la historia dejó de ser considerada como única fuente de valores. Camus cree que esta reconciliación se da de manera más clara en el arte, dado que la exigencia de la rebelión es, en gran medida, una exigencia estética. Camus proclama que el goce absurdo por excelencia es creación, y cita a Nietzsche: “El arte y nada más que el arte. Tenemos el arte para no morir de la verdad”.
Para Camus, a través de la obra de arte se mantiene la tensión frente al mundo, y por lo tanto, esta mantiene despierta la consciencia y conforma a la rebelión como fidelidad a lo absurdo. Sin embargo, no considera al arte como un remedio espiritual, ya que, más que ser un refugio de lo absurdo, la obra de arte es un fenómeno absurdo por sí misma.
Camus piensa que la obra absurda se logra a partir del triunfo de lo carnal, lo cual provoca el renunciamiento de la inteligencia a razonar sobre lo concreto:
"... la obra de arte encarna un drama de la inteligencia, pero no lo demuestra sino indirectamente. La obra absurda exige un artista consciente de estos límites y un arte en el que lo concreto sólo se describa a sí mismo. No puede ser el fin, el sentido y el consuelo de una vida. Crear o no crear no cambia nada. El creador absurdo no se atiene a su obra. Podría renunciar a ella. Le basta con una Abisinia".
Con la renuncia del pensamiento a la universalidad, el sistema ya no se separa de su autor, lo cual facilita expresar las ideas filosóficas por medio de la creación novelesca.

### Obras principales
El extranjero (1942)
Esta novela muestra la alienación propia del siglo XX a partir de un personaje que se ha interpretado como la imagen de lo que Camus concebía como el hombre absurdo. En esta obra, Camus explora la idea de la acción sin significado dentro de la consciencia del absurdo. El protagonista es condenado a muerte, pero, más que por matar a un hombre, la condena responde a que este nunca dice más que lo que siente y a que no se conforma con las demandas de su sociedad.
La peste (1947)
En La peste, Camus trata de manera simbólica una epidemia en Oran. Los personajes se preocupan más por encontrar la dignidad y la fraternidad humana que por acabar con la epidemia misma. Esta obra explora la pregunta de si puede o no existir un santo ateo. El hombre absurdo vive sin Dios. Pero eso no significa que no pueda entregarse al bien de los demás hombres a través del autosacrificio. Si lo hace sin esperanza de una recompensa, y consciente de que no es significativa ninguna forma específica de actuar, muestra la grandeza del ser humano precisamente en esta combinación entre el reconocimiento de la futilidad última y una vida llena de un amor que lo lleva al sacrificio. Expresa que se puede ser santo sin ilusión.
La caída (1956)
La caída muestra la preocupación de Camus por el simbolismo cristiano y expone de manera irónica las formas más complacientes de la moralidad humanista secular. Por otro lado, la obra trata el problema del mal. El protagonista, Clamence, se refiere a la “duplicidad básica del ser humano”, y expresa que el origen del mal es el humano mismo.

## Polémica Sartre-Camus
Un aspecto que ha llamado la atención sobre la trayectoria de Camus es el fuerte conflicto con el filósofo existencialista Jean-Paul Sartre, el cual surgió a partir de la publicación de El hombre rebelde. Sartre se había vuelto cercano al comunismo y, aunque nunca fue parte del Partido Comunista, estaba comprometido con un proyecto que combinaba el existencialismo y el marxismo.
Camus, aunque renegaba del nombre de existencialista, estaba convencido de que el existencialismo y el marxismo eran incompatibles y que el marxismo constituía una secularización del pensamiento cristiano, en el cual se sustituía la figura de Dios por la idea del movimiento de la historia. Esto llevaba, por lo tanto, a la muerte de la libertad, encarnada en los horrores del estalinismo. Como contraparte, decía que la democracia burguesa reemplazaba la misma figura de Dios por el principio, un tanto ambiguo, de la razón. En nombre de la libertad, la sociedad burguesa justificaba la explotación y la injusticia social.
A partir de esta diferencia de visión, Camus y Sartre sostuvieron una célebre polémica en la revista Les Temps Modernes a inicios de los años cincuenta. Los lectores de la publicación, especialmente Sartre, consideraron a Camus un idealista “iluso y romántico”, que se complacía en transponer a términos morales e individuales cualquier análisis de la realidad (en la época, la dinámica era inversa: llevar a términos colectivos e ideológicos los dilemas personales).
Aunque el corte de Les Temps Modernes era de izquierda no comunista, en esta época, su director, Sartre, se había acercado especialmente al estalinismo; el filósofo, en las páginas de esta publicación, expresa: “Todo anticomunista es un perro rabioso”. El hombre rebelde, por lo tanto, provocó una incomodidad de parte de los lectores y los directores de la revista.
Varios meses después de la publicación de la obra de Camus, nadie se había dado a la tarea de hacer una reseña crítica sobre esta, por lo cual Sartre encarga a Francis Jeason, joven fuertemente influido por la filosofía sartriana, que la escriba. El texto de Jeason aparece en la edición del mes de mayo de 1954 de Les Temps Modernes. Con él quedó abierta la polémica. La réplica de Camus, así como las contra-réplicas por parte de Jeason y Sartre, se publicarían en el número del mes de agosto.
La polémica se ha publicado de manera independiente en distintas ediciones en francés y en español. Según algunos biógrafos de Camus, como son H. Lottman y O. Todd, la herida provocada por esta polémica con Sartre, al cual Camus consideraba íntimo amigo, incidió incluso en su trayectoria literaria. En este sentido, La caída ha sido interpretada como una ficción elaborada a partir del recuerdo del enfrentamiento.
Sin embargo, existen corrientes de opinión que afirman que esta ruptura nunca tuvo lugar realmente. La confusión de las cartas a Sartre enviadas entre 1932 y 1954 fue el indicador de que Camus negaba su influencia, achacándola a "malentendidos intencionados".[cita requerida]

## Legado

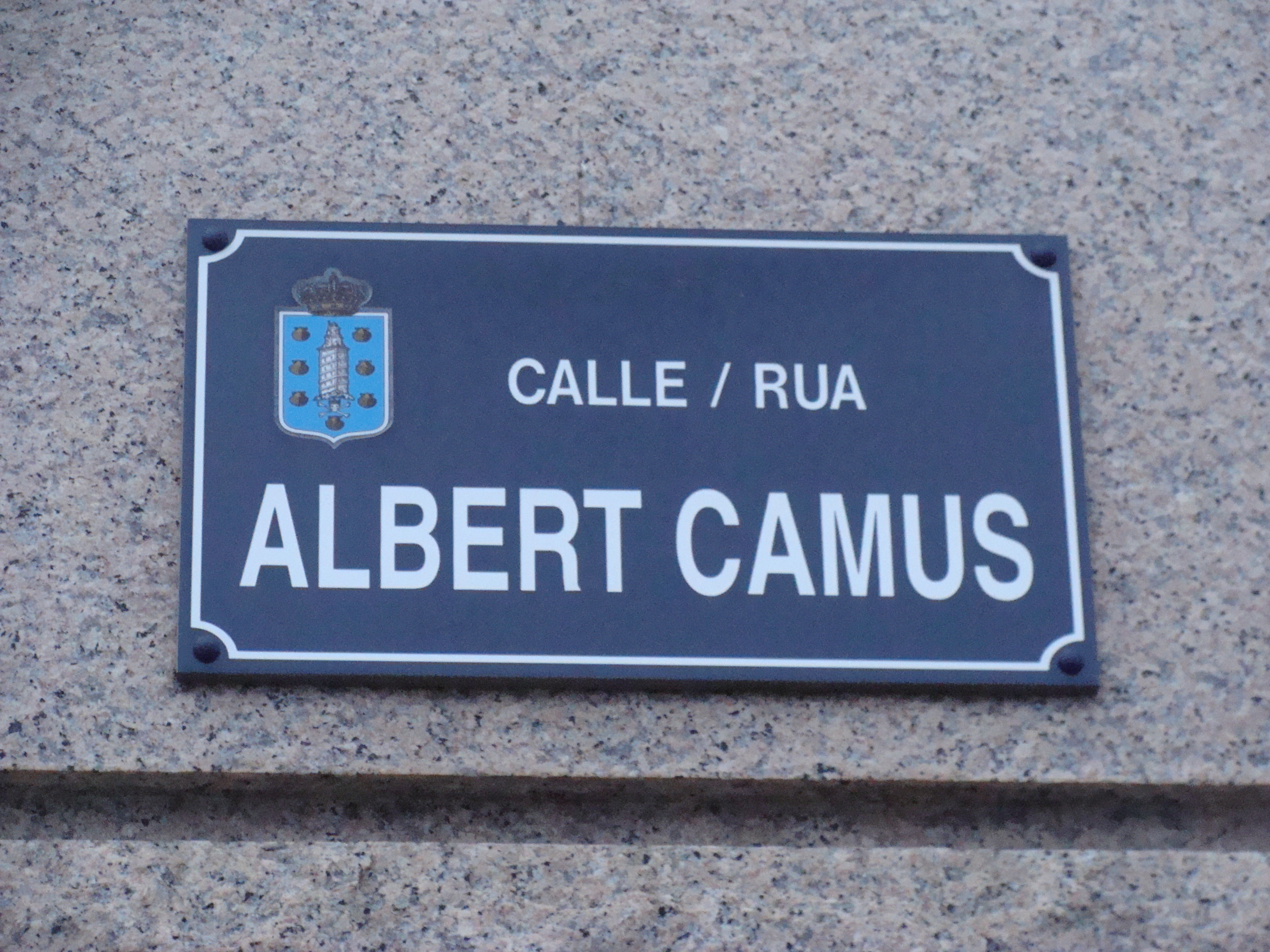
Calle Albert Camus en La Coruña, Galicia (España).

Camus dejó una innegable contribución a la literatura y al pensamiento contemporáneo. Su obra refleja profundamente sobre la condición humana, la libertad y la responsabilidad individual, destacándose en novelas como "El Extranjero" y "La Peste". Además, su influencia se extendió a la filosofía, la política y el arte, convirtiéndolo en una figura fundamental cuyo legado perdura.
La banda de heavy metal estadounidense Avenged Sevenfold afirmó que su álbum "Life Is But A Dream..." fue inspirado en la obra de Camus.
Albert Camus también sirvió de inspiración para el Caballero de Oro Aquarius Camus en el anime y manga clásico "Los Caballeros del Zodíaco".

## Filmografía
El extranjero fue llevada al cine en 1967 por Luchino Visconti aunque sin mucho éxito, tal vez por lo difícil que resulta plasmar esta obra cinematográficamente. Por su parte, La peste tuvo también su versión fílmica, dirigida en 1992 por Luis Puenzo. En 2011 se estrenó El primer hombre (t. o.: Il primo uomo), película dirigida por Gianni Amelio, basada en la novela homónima de Camus, que fue la última y que no terminó. El argumento, autobiográfico, se centra en el regreso de Jacques Cormery, alter ego del escritor, a su país natal, donde evoca sus recuerdos de infancia, la vida en una familia pobre, con su madre viuda y su tío, y con el profesor de escuela que le sirvió de motivación para leer y dedicarse a la literatura. En 2014, David Oelhoffen dirige la película Loin des hommes (Lejos de los hombres), basada en el relato "L'Hôte" ("El invitado"), uno de los cuentos del libro L'Exil et le royaume.[cita requerida]

## Homenajes
- En Tipasa (Argelia), dentro de las ruinas romanas, frente al mar y al monte Chenoua, se erigió en 1961 una estela en honor a Albert Camus con esta frase en francés, extraída de su obra Noces à Tipasa: “Entiendo aquí lo que se llama gloria: el derecho a amar sin medida " («Je comprends ici ce qu'on appelle gloire : le droit d'aimer sans mesure. »).[68]
- El Correo postal francés publicó un sello con su efigie el 26 de junio de 1967.[69]

## Obras

### Novelas
- El extranjero (L'Étranger, 1942)
- La peste (La peste, 1947)
- La caída (La chute, 1956)
- La muerte feliz (La mort heureuse, póstuma; 1971) Escrita en 1937. Camus la abandonó para escribir El extranjero.
- El primer hombre (Le premier homme, póstuma; 1995). Inconclusa. Publicada por su hija.

### Cuentos
- El exilio y el reino (L'exil et le royaume, 1957). Contiene los cuentos "La mujer adúltera" (La femme adultère), "El renegado o un espíritu confundido" (Le renégat ou un esprit confus), "El hombre silencioso" (Les Muets), "El invitado" (L'hôte), "Jonás o el artista en el trabajo" (Jonas ou l'artiste au travail) y "La piedra que crece" (La pierre qui pousse).

### Teatro
- Calígula (Caligula, 1944)
- El malentendido (Le malentendu, 1944)
- El impromptu de los filósofos (L'Impromptu des philosophes, 1947). Pieza en un acto publicada bajo el pseudónimo de Antoine Bailly.
- El estado de sitio (L'état de siège, 1948)
- Los justos (Les justes, 1950)

### Ensayo y no ficción
- Metafísica cristiana y neoplatonismo (Métaphysique chrétienne et Néoplatonisme, 1935)
- Rebelión en Asturias (Révolte dans les Asturies, 1936) Ensayo de creación colectiva.
- Anverso y reverso (L'envers et l'endroit, 1937)
- Bodas (Noces, 1938)
- Los cuatro mandamientos de un periodista libre - (Les Quatre Commandements du journaliste libre). Manifiesto censurado en 1939, publicado por primera vez en 2012 porLe Monde.
- El mito de Sísifo (Le mythe de Sisyphe, 1942)
- Cartas a un amigo alemán (Lettres à un ami allemand, 1943-1944)
- La crisis del hombre - (1946) Lectura dada en la Columbia University.
- Ni víctimas ni verdugos (Ni victimes, ni bourreaux, 1946) Publicada en Combat.
- ¿Por qué España? (Pourquoi l'Espagne?, 1948) Ensayo sobre la obra teatral Estado de sitio.
- El testigo de la libertad (Le témoin de la liberté, 1948) Publicado en la revista La Gauche.
- El hombre rebelde (L'Hommerévolté, 1951)
- El desierto viviente (TheLiving Desert, 1953) Documental de Walt Disney que contiene un texto de Camus.
- Actuales I, Crónicas 1944-1948 (Actuelles I, Chroniques 1944-1948, 1950)
- Actuales II, Crónicas 1948-1953 (Actuelles II, Chroniques 1948-1953), 1953)
- Actuales III, Crónicas de Argelia (Actuelles III, Chroniques algériennes, 1939-1958), 1958)
- Carnets,1: Mayo de 1935-Febrero de 1942 (Carnets, mai 1935—fevrier 1942, póstuma, 1962)
- Carnets, 2: Enero de 1942-Marzo de 1951 (Carnets, janvier 1935—mars 1942, póstuma, 1965)
- Carnets, 3: Marzo de 1951-Diciembre 1959 (Carnets, mars 1951- décembre 1959, póstuma,  2008)
- El verano (L'Été, 1954)
- La antigua tragedia griega (1956) Lectura dada en Grecia.
- Discurso de Suecia (Discours de Suède). Edición reúne dicho discurso, pronunciado en Estocolmo el 10 de (14 de diciembre de 1957 en la Université d'Upsal, “El artista y su tiempo”.
- Reflexiones sobre la guillotina (Réflexions sur la guillotine, 1957)
- Lluvias de Nueva York (Pluies de New York) (póstuma, 1965) Impresión de viaje.
- Diario de viaje (Journaux de voyage, póstuma, 1978)
- La posteridad del sol (La Postérité du soleil, póstuma, 1986) Fotografías de Henriette Grindat.
- La Sangre de la Libertad (Introducción de Freddy Gómez y Hélène Rufat, La linterna sorda, 2013)
- ¡España Libre! (Introducción de Dalia Álvarez Molina y Ana Muiña, La linterna sorda, 2014)

### Prefacios (francés)
Presentados en francés; sin edición en español:
- Chamfort. Maximes et pensées: caractères et anecdotes, Incidences, 1944; reedición, París: Gallimard, 1982. Colección "Folio Classique"
- André Salvet. Le Combat silencieux, Éditions Portulan, 1945.
- Albert Camus, W. H. Auden, Georges Bataille, Maurice Blanchot, André Camp, Jean Camp, Jean Cassou, Robert Davée, Max-Pol Fouchet, Roger Grenier, *Federico García Lorca, Ernest Hemingway, François Piétri, José Quero Morales, Albert Ollivier, L'Espagne libre, París: Calmann-Lévy, 1946.
- Pierre-Eugène Clairin. Dix estampes originales, presentación de Camus sobre el tema del arte y la rebeldía. París: Rombaldi, 1946.
- René Leynaud. Poésies posthumes, París: Gallimard, 1947.
- Louis Guilloux. La maison du peuple, publicación original de Grasset 1927, reedición con prefacio de Camus: Les Cahiers rouges, Grasset, 1953.
- Albert Memmi, La statue de sel, Éditions Corrêa, 1953.
- Jacques Méry, Laissez passer mon peuple, París: Le Seuil, 1947.
- Jeanne Héon-Canonne, Devant la mort, (souvenirs de résistance), 1951.
- Les hommes blessés à mort crient, Éditions du Chalet, París: 1966. Prefacio de Albert Camus (publicación póstuma).
- Daniel Mauroc, Contre-amour, Éditions de Minuit, 1952.
- Alfred Rosmer, Moscou sous Lénine - Les origines du communisme, París: Horay, 1953.
- William Faulkner, Requiem pour une nonne, Nrf Gallimard, 1957.
- Jean Grenier, Les Îles, 1933, prefacio de Albert Camus en reedición, Gallimard, 1959.
- Oscar Wilde, La Ballade de la geôle de Reading, prefacio de Albert Camus "L'Artiste en prison", 1952; reedición París: Le Livre de Poche, 1973.
- Herman Melville, prefacio de Albert Camus. Publicado por primera vez en: Les écrivains célébrés, t. III, edición de Raymond Queneau chez Mazenod, 1952.
- Konrad Bieber, L'Allemagne vue par les écrivains de la résistance française, prefacio de Albert Camus "Le refus de la haine", reeditado en la revista Témoins, 1955.
- Œuvres complètes de Roger Martin du Gard en la colección Pléiade, con un prefacio de Albert Camus, 1955.
- René Char, Poèmes, prefacio de Albert Camus a la edición alemana: "Une poésie d'amour et de révolte".

### Traducciones
- James Thurber. La dernière fleur. Traducción de Albert Camus. París: Gallimard, 1952.

### Correspondencia (francés)
- Albert Camus-Jean Grenier, Correspondance 1932-1960, notas de Marguerite Dobrenn, París: Gallimard, 1981.
- Albert Camus-Pascal Pia, Correspondance, 1939-1947, presentación y notas de Yves-Marc Ajchenbaum, París: Fayard/Gallimard, 2000.
- Albert Camus, Jean Grenier, Louis Guilloux: écriture autobiographique et carnets, Actes des Rencontres méditerranéennes, 2001, Château de Lourmarin, Éditions Folle Avoine, 2003.
- Hamid Nacer-Khodja, Albert Camus-Jean Sénac ou le fils rebelle, París: Méditerranée-Edif, 2000, 2004.
- Albert Camus-René Char, Correspondance 1949-1959, presentación y notas de Franck Planeille, París: Gallimard, 2007.
- Albert Camus-Michel Vinaver, S'engager? Correspondance 1946-1957, París: L'Arche, 2012.
- Albert Camus-Maria Casarès, Correspondance inédite (1944-1959), avant-propos de Catherine Camus, París: Gallimard, 2017.

### Adaptaciones teatrales
- 1944: Animación de la lectura de Le Désir attrapé par la queue de Pablo Picasso.
- 1953: Les Esprits de Pierre de Larivey, comedia en 3 actos, adaptación y puesta en escena de Albert Camus, Festival d'Angers, ediciones Gallimard.
- 1953: La Dévotion de la croix de Pedro Calderón de la Barca, pieza en tres jornadas, puesta en escena de Marcel Herrand, Festival d'Angers, ediciones Gallimard.
- 1955: Un cas intéressant de Dino Buzzati, pieza en dos partes adaptada por Albert Camus, puesta en escena de Georges Vitaly, Théâtre La Bruyère, edición de Avant Scène.
- 1956: Requiem pour une nonne de William Faulkner, pieza en 2 partes, adaptación y puesta en escena de Albert Camus, Théâtre des Mathurins, ediciones Le Manteau d'Arlequin.
- 1957: Le Chevalier d'Olmedo, comedia en tres jornadas de Lope de Vega, traducción y adaptación de Albert Camus, ediciones Gallimard, adaptación y puesta en escena de Albert Camus para el Festival d'Angers.
- 1959: Les Possédés, pieza en 3 partes, adaptación y puesta en escena de Albert Camus a partir del texto de Fiodor Dostoïevski, Théâtre Antoine, ediciones Le Manteau d'Arlequin, reedición febrero de 2010 de Gallimard/Folio.

### Antologías
- Resistencia, rebelión y muerte (1961) Colección de ensayos seleccionados por el autor.
- Ensayos líricos y críticos (Lyrican and Critical Essays) (1970)
- Escritos de juventud (Youthful Writings) (1976)
- Entre el infierno y la razón: ensayos del periódico de resistencia “Combat”, 1944-1947. (Between Hell and Reason: Essays from the Resistance Newspaper "Combat", 1944–1947) (1991)
- Camus en “Combat”: 1944-1947 (Camus at "Combat": Writing 1944–1947) (2005)
- Albert Camus contra la pena de muerte (Albert Camus contre la peine de mort) (2011)
- Albert Camus, escritos libertarios (1948-1960). (Albert Camus, écrits libertaires (1948-1960)) (2013)
- La sangre de la libertad (2013). Introducción: Freddy Gómez, Hélène Rufat.

## Bibliografía

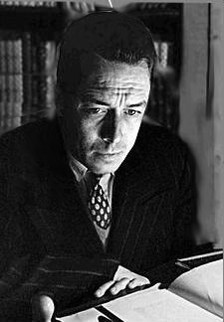
Albert Camus en 1958.